# Priacanthus meeki
Priacanthus meeki is een straalvinnige vissensoort uit de familie van grootoogbaarzen (Priacanthidae). De wetenschappelijke naam van de soort is voor het eerst geldig gepubliceerd in 1903 door Jenkins.